# Castello di San Pio delle Camere
Das Castello di San Pio delle Camere ist die Ruine einer Höhenburg auf halber Höhe des Monte Gentile über dem Ortskern der italienischen Gemeinde San Pio delle Camere in der Provinz L’Aquila.

## Geschichte
Die erste urkundliche Erwähnung des Castello di San Pio delle Carmere stammt von 1173 und ordnet es dem Lehen der Barone von Poppleto (des heutigen Coppito) zu, das nach und nach zum Lehen der Caracciolos wurde.
Die Funktion der Burg, die über dem Dorf liegt, bestand darin, der Bevölkerung und ihrem Vieh eine Zuflucht in Zeiten höchster Gefahr zu bieten. Es scheint nicht, dass die Burg außer ihrer Verteidigungsfunktion auch noch als festes Wohnhaus diente.
Der heutige ruinöse Zustand der Burg ist auf den Angriff von Braccio da Montone im Jahre 1424 zurückzuführen, der auch das Castello di Barisciano betraf.

## Beschreibung

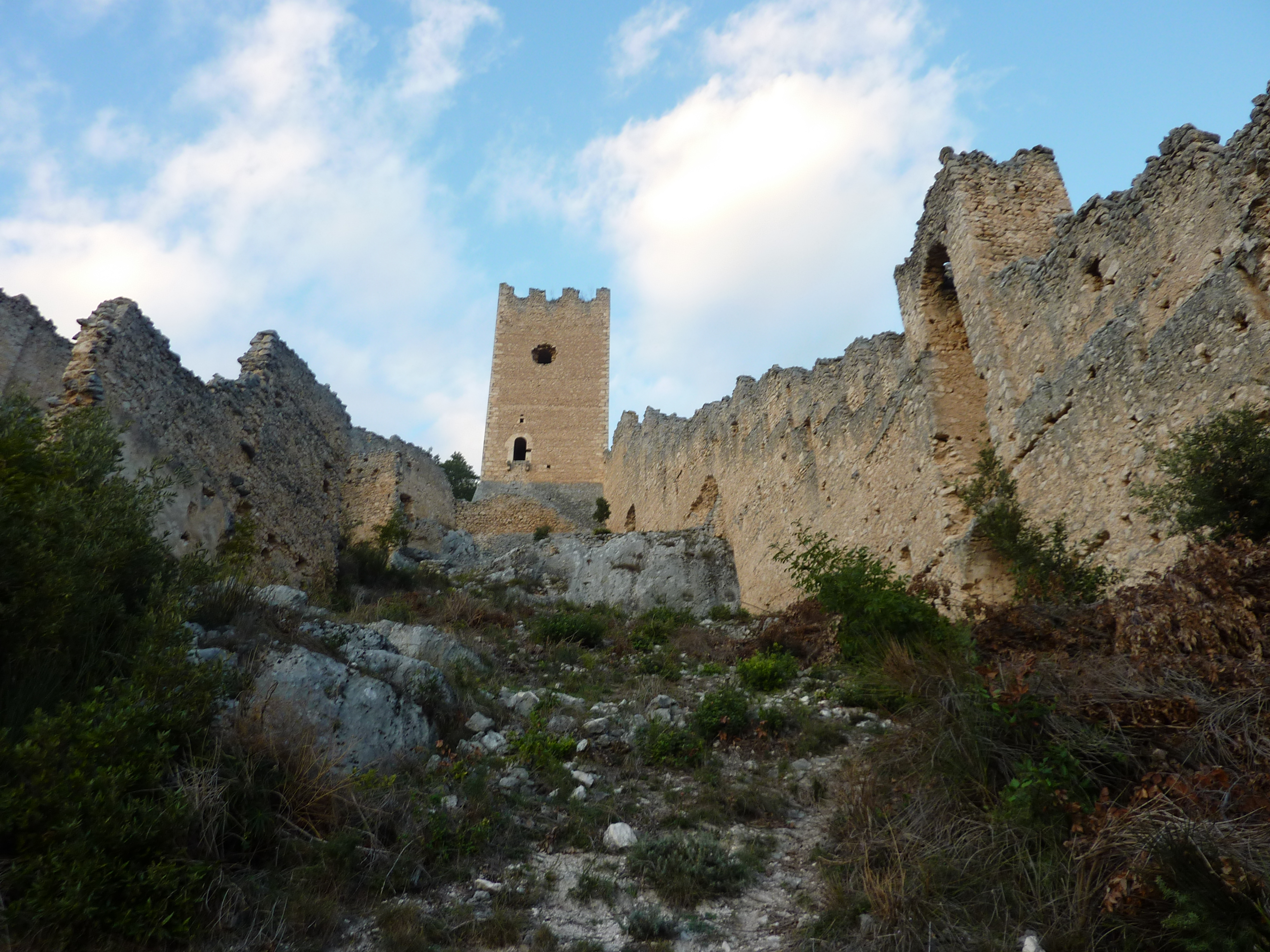
Das Innere der Burg

Es handelt sich um eine eingefriedete Burg, die in zwei Bauabschnitten entstand, zuerst der Turm und dann die Einfriedungsmauern.
Der Turm ist eine Strebe, das heißt, mit einem Grundriss, der aus einem Quadrat und einem gleichseitigen Dreieck zusammengesetzt ist. Der Grundriss der Einfriedungsmauern ist dreieckig, wobei der Hauptturm an der oberen Ecke sitzt, und weitere, kleinere und zusammengestürzte Türme entlang den Mauern der Einfriedung.
Die Anlage der Burg wurde mehrere Male umgestaltet, wie z. B. die Mauererhöhung bezeugt, die im 14. Jahrhundert durchgeführt wurde.